# Auksencjusz
Auksencjusz – imię męskie pochodzenia grecko-łacińskiego, oznaczające „kwitnący”. Pochodzi od nazwy rodowej utworzonej od gr. Auxēnōn, Auksanon, związanego z czasownikiem αυξάνω — „kwitnę”.
Odnotowano przynajmniej sześciu świętych o tym imieniu, w tym św. Auksencjusz z Bitynii.
Wariant oboczny: Auksenty.
Auksencjusz imieniny obchodzi 14 lutego, 27 lutego, 13 grudnia i 18 grudnia.
Auksenty w innych językach:
- ros. Авксентий (Awksientij), Аксентий, Оксентий, Оксентей, Оксен[1].

Żeński odpowiednik: Auksencja.

## Imiennicy
- Auksencjusz z Durostorum – biskup ariański
- Auksencjusz z Mediolanu – biskup ariański
- Auksencjusz (Chapman) – prawosławny biskup amerykański
- Auksencjusz (Czeszmedżiew) – prawosławny biskup bułgarski
- Awksenti Rapawa – radziecki i gruziński generał porucznik NKWD, polityk
- Awksientij Gorodnianski – radziecki generał porucznik
- Awksientij Jurtow – rosyjski duchowny prawosławny, działacz ludu Erzjan
- Awksientij Moszenski – radziecki funkcjonariusz organów bezpieczeństwa generał major MGB